# Новые Афины

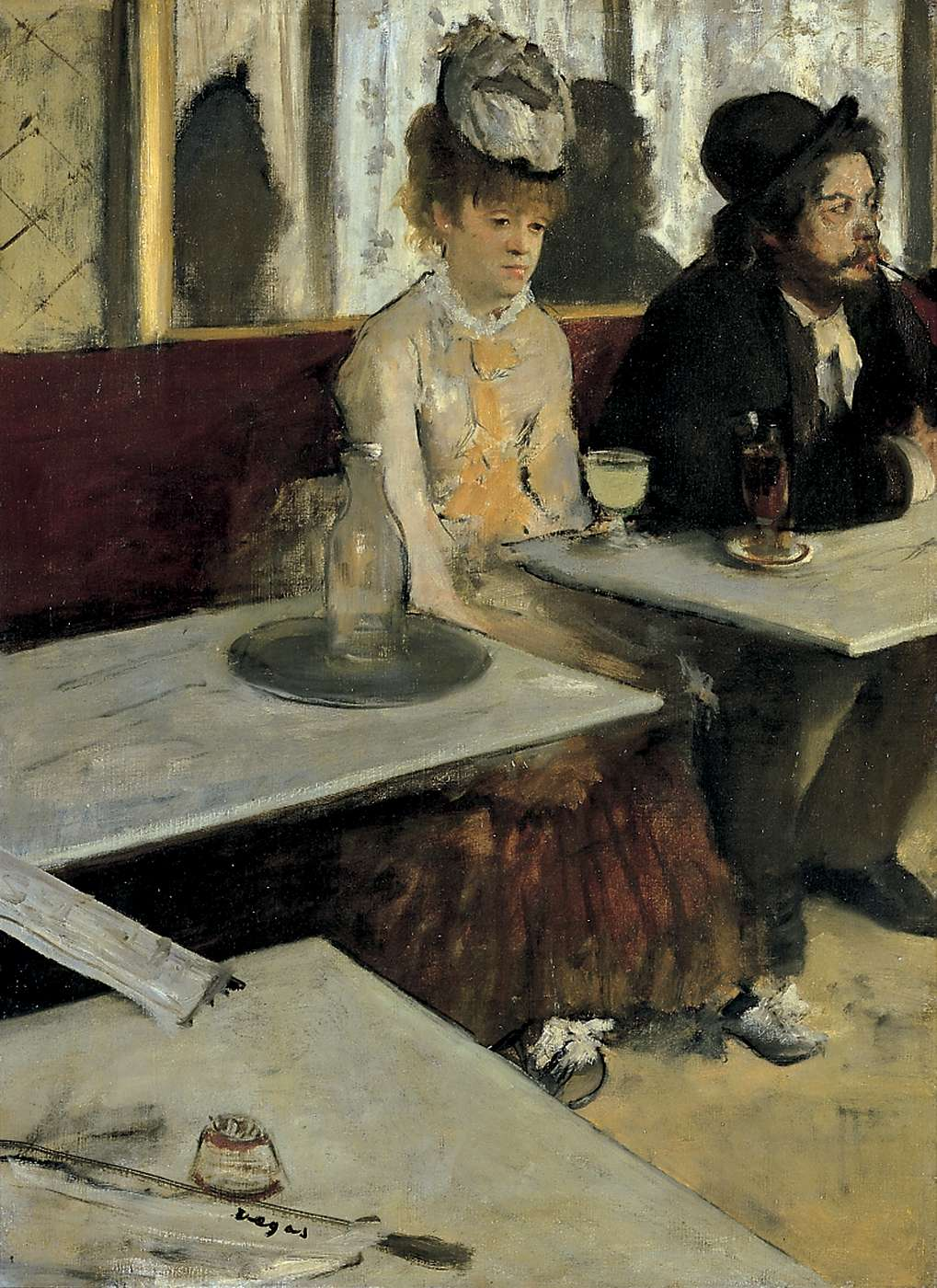
Эдгар Дега, «Абсент», 1876, музей Орсе, Париж. Художник Марселен Дебутен и актрисa Эллен Андре за столиком в кафе «Новые Афины»

Кафе «Новые Афины» (фр. Nouvelle Athènes) — парижское кафе, располагавшееся на площади Пигаль.

## История
Оно было местом встреч многих импрессионистов, в том числе Матисса, Ван Гога и Дега. В этом кафе Дега написал свой «Абсент», а Мане — «Сливовицу». В 1940-х годах кафе было известно под названием «Сфинкс» и благодаря своему знаменитому стриптизу пользовалось популярностью во время оккупации и после войны.
Кроме художников, в кафе также встречались и многие другие знаменитые представители парижской богемы. Так, в частности, «Новые Афины» известны как место, куда осенью 1893 года знаменитый инженер, изобретатель бензиновой повозки Жозеф Равель привёл своего сына Мориса, почти ещё подростка. Будучи поклонником первых импрессионистских произведений Эрика Сати, восемнадцатилетний Морис Равель очень хотел познакомиться с оригинальным и эксцентричным композитором. Эта, на первый взгляд, эпизодическая встреча впоследствии, спустя двадцать лет, имела серьёзное влияние на развитие французской музыки начала XX века.
В 1980-е и 1990-е годы кафе было известно как «Новая Луна», рок-кафе, в котором выступали многие известные рок-группы. Кафе было снесено в 2004 году.